# Répertoire du logiciel libre
Le répertoire du logiciel libre (en anglais : Free Software Directory) est un projet commun de la Free Software Foundation et de l'UNESCO. Il recense des logiciels libres qui fonctionnent sous des systèmes d'exploitation libres notamment GNU et GNU/Linux.
Contrairement aux répertoires qui proposent des logiciels gratuits mais non libres, l'équipe du Free Software Directory vérifie que les licences des logiciels listés sont libres. L'annuaire contenait plus de 6 500 paquets fin septembre 2011 et plus de 16 000 en mai 2019.

## Relancement en 2011
Le projet a été relancé en septembre 2011 sous la forme d'un wiki avec l'utilisation de MediaWiki et de l'extension Semantic MediaWiki pour permettre aux utilisateurs d'alimenter ou modifier directement le contenu de l'annuaire. Cette nouvelle mouture collaborative s'inscrit selon John Sullivan dans une démarche de sensibilisation et d'utilisation des logiciels libres et apparait par conséquent comme une composante importante de la stratégie de la FSF.